# 캘커타 대학교
캘커타 대학교(벵골어: কলকাতা বিশ্ববিদ্যালয়, 영어: University of Calcutta)는 인도 콜카타에 위치한 대학교이다.

## 같이 보기
- 인도의 교육